# Hytale
Hytale — отменённая ролевая компьютерная игра с элементами песочницы, которая разрабатывалась компанией Hypixel Studios, основанной создателями сервера Hypixel в игре Minecraft. Была отменена 23 июня 2025 года.

## Игровой процесс
Игровой мир Hytale должен был генерироваться случайным образом процедурным путём из кубических блоков разных форм, размещаемых в сетке трёхмерного пространства. Игровая карта была бы наполнена различными зонами и биомами, подземельями и существами. Игроки могли бы участвовать в различных мини-играх, подобных уже существующим на сервере Hypixel. У пользователей была бы возможность создавать и обмениваться модификациями и прочим пользовательским контентом, используя ряд внутриигровых приложений и инструментов.
Hytale собиралась включать в себя несколько процедурно генерируемых областей игрового мира, известных как «зоны», состоящих из множества биомов, блоков и существ. В игре планировались бои в стиле RPG, а также динамичные встречи с боссами и исследование подземелий в обоих одиночном и многопользовательском режимах. В Hytale разрабатывалось блочное строительство, а также множество различных инструментов для редактирования мира и кинематографии, которые игроки могли бы использовать, находясь в игре. Также в игре разрабатывалась система написания скриптов на Java, позволяющая игрокам создавать и выполнять код в игре, а также набор инструментов для 3D-моделирования, текстурирования и анимирования на основе HTML, с помощью которого игроки могли создавать собственные игровые ассеты. Игра планировала поддерживать крупные серверы, управляемые сообществом.

## Разработка
Hytale разрабатывалась канадской игровой студией Hypixel Studios под руководством Аарона Донагея для Microsoft Windows и macOS. Студия состояла приблизительно из 40 сотрудников, пришедших Hypixel Inc., компании, занимающейся разработкой сервера Hypixel в игре Minecraft. Мысль о разработке отдельной игры пришла разработчикам после изменений в пользовательском соглашении Minecraft в 2014 году, поставивших под запрет внутриигровые микротранзакции, влияющие на игровой процесс, что привело к 85%-ому спаду дохода от сервера Hypixel. Создатели сервера осознали, что у них нет полного контроля над своим проектом, и в 2015 году они решили начать разработку своей собственной игры. Первоначально они хотели избежать создания кубической игры, но в итоге решили прибегнуть к этому, поскольку после сервера Hypixel у них уже был опыт работы в данном жанре.
Игра была официально анонсирована 10 декабря 2018 года. Трейлер игры, вышедший 13 декабря 2018 года за всё время собрал свыше 60 млн просмотров.
Поначалу Hypixel Studios финансировалась за счёт средств, получаемых от сервера Hypixel. Впоследствии студия начала сотрудничество с компанией Riot Games, которая пошла навстречу и инвестировала в неё несколько миллионов долларов, наряду с консультативной группой, в которую входят бизнесмены Деннис Фонг, Роб Пардо и Питер Левин. 16 апреля 2020 года компания Hypixel Studios была приобретена компанией Riot Games. 30 июля 2020 года разработчики сообщили, что игра находится в завершающей стадии разработки, но позже, 1 июля 2021 года сообщили, что она выйдет не раньше 2023 года. 22 июля 2022 года разработчики сообщили, что из-за увеличения масштабов игры, включая переработку движка на C++, дату выхода игры перенесли на неопределенный срок. 2 декабря 2023 года разработчики объявили об очередном переносе, сообщив, что разработка всё ещё находится на стадии создания движка и прототипирования.
В июле 2024 года разработчики Hytale сообщили, что игра переходит на новый движок, и этот процесс должен завершиться к концу года.
Весной 2025 года команда сообщила о значительных улучшениях нового движка, включая освещение, тени и анимации. Игра перешла к стадии внутреннего тестирования ключевых систем, включая базовое передвижение, строительство, бой и крафт.
В игре планировались обновлённые регионы, заменившие старые зоны — теперь каждый регион объединял бы 3-5 биомов с единой тематикой.
Команда готовила первые внешние тесты функций для создателей контента во второй половине 2025 года.
В июне 2025 года студия Hypixel Studios объявила о прекращении разработки игры Hytale и о начале процесса сворачивания своей деятельности. По словам сооснователя студии, после нескольких лет доработок проект так и не смог соответствовать изначальному замыслу.

## Номинация
В сентябре 2019 года Hytale был номинирован на 37-й премии Golden Joystick Awards на звание «Самой ожидаемой игры».